# 国立大学改革プラン

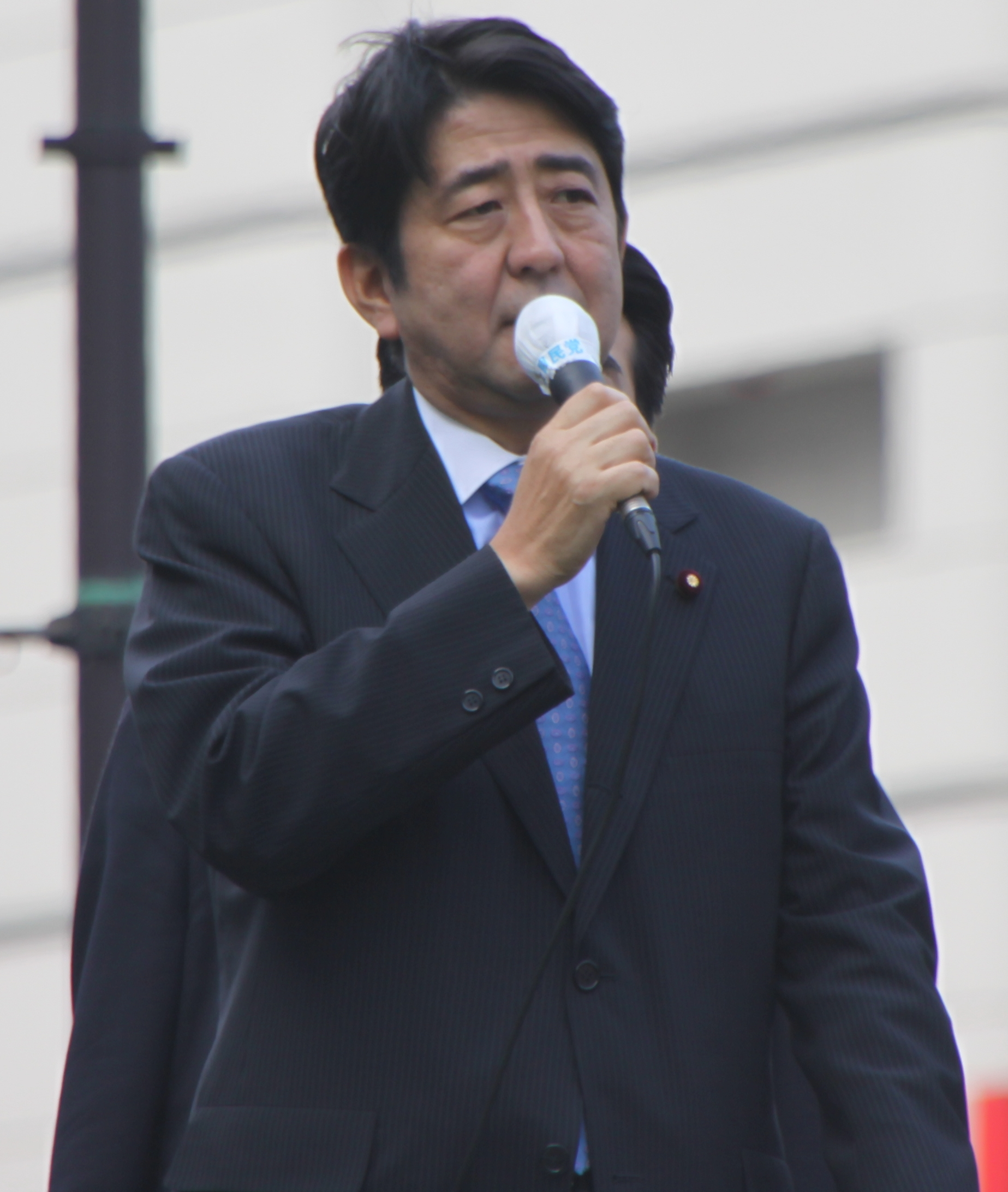
内閣総理大臣安倍晋三

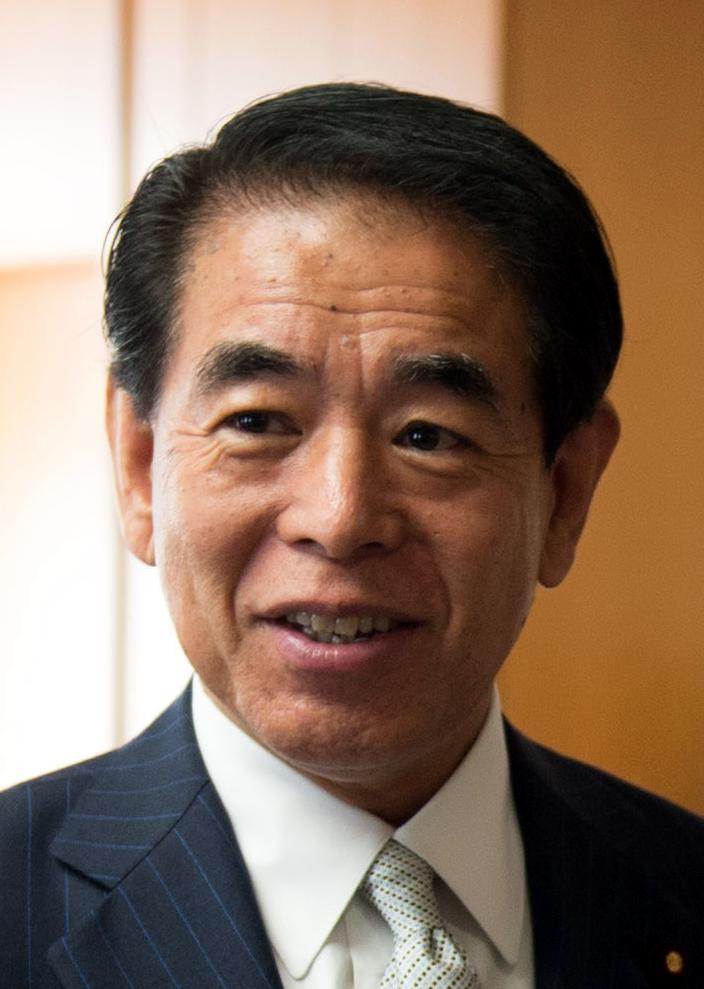
文部科学大臣下村博文

国立大学改革プラン（こくりつだいがくかいかくぷらん）とは、第2次安倍内閣が国立大学の改革を目指して策定させた計画。第2次安倍内閣により2013年6月14日に閣議決定された「日本再興戦略」および「教育振興基本計画」を踏まえて策定された。

## 概要
第2次安倍内閣は、教育改革の実現を主要な政策として掲げていた。特に大学をはじめとする高等教育機関の改革を重視しており、安倍晋三首相が経済協力開発機構閣僚理事会にて「学術研究を深めるのではなく、もっと社会のニーズを見据えた、もっと実践的な、職業教育を行う。そうした新たな枠組みを、高等教育に取り込みたい」と宣言するなど、大学は学術研究より職業教育を重視すべきだと主張してきた。
2013年6月14日に「教育振興基本計画」が閣議決定された。また、同日に閣議決定された「日本再興戦略」においても、日本の教育改革の必要性が盛り込まれていた。また、第2次安倍内閣により設置された私的諮問機関である教育再生実行会議は、同年5月28日に「これからの大学教育等の在り方について」と題した提言を取りまとめた。これらを踏まえ、文部科学省では「国立大学改革プラン」を策定し、同年に公表した。
さらに、第3次安倍内閣が発足すると、この国立大学改革プランに基づき、2015年6月8日に「国立大学法人等の組織及び業務全般の見直しについて」と題した文部科学大臣決定が公表された。同日、国立大学法人の学長と大学共同利用機関法人の機関長に対して、文部科学大臣下村博文の名で通知された。この文部科学大臣決定には、国立大学の組織の見直しが盛り込まれており、特に文学部などの人文科学系学部・大学院、法学部や経済学部などの社会科学系学部・大学院、ならびに、教育学部などの教員養成系学部・大学院について「組織見直し計画を策定し、組織の廃止や社会的要請の高い分野への転換に積極的に取り組むよう努める」と明記された。人文科学系や社会科学系の学部・大学院の廃止や転換を求めた理由について、文部科学省では「大学は地域や産業界のニーズにあわせた人材の育成が求められているが人文社会科学系は専門性や進路との結びつきが見えにくい」と説明している。

## 影響
2015年6月の文部科学大臣決定を受け、関連する学部のある国立大学のうち、8割以上の大学が人文科学系や社会科学系の学部の見直しを予定している。
| 大学名       | 年度            | 再編内容 | 出典          |
| ------------ | --------------- | --- | ------------- |
| 弘前大学     | 2016年度        | 人文学部を「人文社会科学部」に改組、教育・理工・農学生命科各学部の学科再編                                                                                       | [ 7 ]         |
| 秋田大学     | 2016年度        | 理工学研究科の改組、教職大学院の設置 | [ 8 ]         |
| 岩手大学     | 2016年度        | 工学部を「理工学部」に改組、人文社会科・教育・農各学部の学科再編                                                                                                 | [ 9 ]         |
| 茨城大学     | 2016年度        | 理工学研究科の改組、教職大学院の設置 | [ 8 ]         |
| 宇都宮大学   | 2016年度        | 「地域デザイン科学部」の新設、教育学部の学科再編 |               |
| 群馬大学     | 2016年度        | 社会情報学部の学科再編 |               |
| 千葉大学     | 2016年度        | 「国際教養学部」の新設 |               |
| 埼玉大学     | 2015年度        | 大学院文化科学・経済学各研究科を「人文社会科学研究科」に統合、経済学部の学科再編、教職大学院の設置                                                               | [ 10 ]        |
| 横浜国立大学 | 2017年度        | 「都市科学部」を新設し、理工・経営・経済各学部の学科再編 | [ 11 ]        |
| 信州大学     | 2016年度        | 経済学部を「経法学部」に改組、大学院総合理工学研究科の設置、繊維・工各学部の学科再編。                                                                           |               |
| 福井大学     | 2016年度        | 「国際地域学部」を新設、教育地域学部を「教育学部」に改組、工学部の学科と教育学研究科の専攻再編                                                                   | [ 12 ]        |
| 静岡大学     | 2015年度        | 大学院情報学・理学・工学・農学各研究科を「総合科学技術研究科」に統合                                                                                             | [ 13 ]        |
| 滋賀大学     | 2017年度        | 「データサイエンス学部」の新設と教育・経済各学部の学科再編を検討                                                                                                 | [ 14 ]        |
| 和歌山大学   | 2016年度        | 教職大学院の設置、教育・経済・観光各学部の学科再編 | [ 15 ]        |
| 広島大学     | 2016年度        | 教職大学院の設置 | [ 16 ]        |
| 山口大学     | 2016年度        | 大学院理工学・農学・医学各研究科を「創成科学研究科」に統合、教職大学院の設置、人文学部の学科再編。 また、2014年度から「国際総合科学部」を既に新設している。      | [ 17 ]        |
| 徳島大学     | 2016年度        | 「生物資源産業学部」を新設、工学部を「理工学部」に改組、総合科学部の学科再編                                                                                     | [ 18 ]        |
| 愛媛大学     | 2016年度        | 「社会共創学部」を新設、教職大学院の設置、法文・教育・農各学部の学科再編                                                                                         | [ 19 ]        |
| 高知大学     | 2015・ 2016年度 | 2015年度に「地域協働学部」を新設。2016年度に人文学部を「人文社会科学部」、農学部を「農林海洋科学部」に改組                                                       | [ 20 ]        |
| 佐賀大学     | 2016年度        | 佐賀県立有田窯業大学校を統合し、「芸術地域デザイン学部」「大学院地域デザイン研究科」、教職大学院を新設。文化教育学部を「教育学部」に、経済学部の学科と専攻を改組 | [ 21 ] [ 22 ] |
| 大分大学     | 2016年度        | 教育福祉科学部を「教育学部」「福祉健康科学部」に分離、教職大学院の設置、大学院工学研究科の改組                                                                   | [ 23 ]        |
| 宮崎大学     | 2016年度        | 「地域資源創成学部」を新設、教育文化学部を「教育学部」、工学研究科の専攻をそれぞれ改組                                                                           | [ 24 ]        |

## 評価

### 中央省庁
内閣府の特別の機関である日本学術会議は、国立大学改革プランに基づいた2015年6月の文部科学大臣決定を強く批判している。日本学術会議は優れた研究業績のある科学者の中から選任された会員によって組織されているが、同年7月23日に会長の大西隆、副会長の向井千秋、井野瀬久美惠、花木啓祐、第一部部長の小森田秋夫、第二部部長の長野哲雄、第三部部長の相原博昭ら幹事会のメンバーが連名で抗議する声明を採択した。

### 国立大学
日本の国立大学により構成される国立大学協会は、会長の松本紘による声明を発表し、国立大学改革プランについて「国立大学のこれまでの取組を後押しするものであり、先の『日本再興戦略』と併せて、国立大学に対する国民や社会の強い期待の表れ」であると位置づけたうえで、「この期待に応え、それぞれの強み・特色・社会的役割（ミッション）を踏まえた機能強化を一層推進し、グローバル化、イノベーションの創出、人材養成機能の強化等を着実に実行していく」との決意を明らかにした。一方で、2015年6月の文部科学大臣決定については疑問視する意見が多く、会長の里見進は「非常に短期の成果を上げる方向に性急になりすぎていないか危惧している。大学は今すぐ役に立たなくても、将来大きく展開できる人材をつくることも必要です」と指摘した。
京都大学総長の山極壽一は、2015年6月の文部科学大臣決定について「幅広い教養と専門知識を備えた人材を育てるためには人文社会系を失ってはならない」と反論し「京大にとって人文社会系は重要だ」と主張した。滋賀大学では「大学教育の目的は実学的な職業人の養成ではなく思考力、判断力、表現力を持つ人材の養成であることを強調したい」と主張しており、学長の佐和隆光が「人文社会科学系の存在意義を認めないような通知は受け入れられない」と反発するなど、2015年6月の文部科学大臣決定には従うものの、その内容自体については強く批判している。

### 言論界
神戸女学院大学名誉教授の内田樹が「国立大学改革亡国論『文系学部廃止』は天下の愚策」と題した論考を発表したり、評論家の東浩紀が2015年6月の文部科学大臣決定について「文科省の通知は良くないことだと思います」と批判しつつ、人文知は原理的に実学志向の教育とは相容れない点を指摘し、趣味のひとつとして生き残ればいいと提言するなど、言論界からも注目を集めた。

### 経済界
経団連は、人文社会科学系学部の組織見直しを求める通知について「即戦力を求める産業界の意向がある」との見方が広がっていることを受け、「産業界の求める人材像はその対極にある」としてその見方を否定する声明を2015年9月9日に出した。

### 安倍政権の反論
これらの批判に対し、文部科学大臣の下村博文は「文部科学省は、人文社会科学を軽んじているということでなく、またすぐに役立つ実学のみを重視しているわけでもない」と釈明したうえで、「文科系の場合には非常にたこつぼ型で、経済学部とか法学部とか文学部など、それだけで本当にいいのかどうか」と問題提起し、人文科学系や社会科学系の学部や大学院について「いまだ答えのない課題に向き合う力、先の予想が困難な時代を生きる力を学生に身に付けさせるため、大学教育の質の転換が求められる中で、特に改善の余地が大きい」と主張している。しかし下村は9月11日の会見で、人文社会科学系の廃止ではなく見直しの提言が趣旨だったとし、「誤解を与える表現だった」と認めた。さらに「廃止」対象は教員養成系だと説明し、少子化に伴い教員数が減っているため廃止は当然だとした。